# Ogulnius paliisteri
Ogulnius paliisteri är en spindelart som beskrevs av Archer 1953. Ogulnius paliisteri ingår i släktet Ogulnius och familjen strålspindlar.
Artens utbredningsområde är Peru. Inga underarter finns listade i Catalogue of Life.